# Agustín Lastra
Agustín Jesús Lastra (Famailla, Tucumán; 2 de enero de 2001) es un futbolista argentino que se desempeña como guardameta y actualmente juega en el Independiente Rivadavia, de la Liga Profesional Argentina, cedido por el Club Atlético Boca Juniors.

## Trayectoria

### Boca Juniors
Arribó a Boca Juniors en el año de 2012, siendo parte por diez años de las Divisiones inferiores de Boca Juniors.
Su debut en primera se produjo el 24 de julio de 2021 en un partido correspondiente al campeonato de Liga Profesional 2021, frente a Banfield, el encuentro terminó empatado 0-0 en Florencio Sola.

## Estadísticas

### Clubes
Actualizado de acuerdo al último partido jugado el 3 de mayo de 2022.
| Club                              | Div.          | Temporada     | Liga  | Liga  | Liga  | Copas nacionales | Copas nacionales | Copas nacionales | Torneos internacionales | Torneos internacionales | Torneos internacionales | Total | Total | Total |
| Club                              | Div.          | Temporada     | Part. | G. R. | V. I. | Part.            | G. R.            | V. I.            | Part.                   | G. R.                   | V. I.                   | Part. | G. R. | V. I. |
| --------------------------------- | ------------- | ------------- | ----- | ----- | ----- | ---------------- | ---------------- | ---------------- | ----------------------- | ----------------------- | ----------------------- | ----- | ----- | ----- |
| Boca Juniors Argentina            | 1.ª           | 2021          | 2     | 2     | 1     | —                | —                | —                | —                       | —                       | —                       | 2     | 2     | 1     |
| Boca Juniors Argentina            | Total club    | Total club    | 2     | 2     | 1     | 0                | 0                | 0                | 0                       | 0                       | 0                       | 2     | 2     | 1     |
| C. A. Aldosivi Argentina          | 1.ª           | 2022          | —     | —     | —     | 1                | 1                | 0                | —                       | —                       | —                       | 1     | 1     | 0     |
| C. A. Aldosivi Argentina          | Total club    | Total club    | 0     | 0     | 0     | 1                | 1                | 0                | 0                       | 0                       | 0                       | 1     | 1     | 0     |
| Independiente Rivadavia Argentina | 1.ª           | 2025          | 0     | 0     | 0     | —                | —                | —                | —                       | —                       | —                       | 0     | 0     | 0     |
| Independiente Rivadavia Argentina | Total club    | Total club    | 0     | 0     | 0     | 0                | 0                | 0                | 0                       | 0                       | 0                       | 0     | 0     | 0     |
| Total carrera                     | Total carrera | Total carrera | 2     | 2     | 1     | 1                | 1                | 0                | 0                       | 0                       | 0                       | 3     | 3     | 1     |
| 1. 2. 3.                          |               |               |       |       |       |                  |                  |                  |                         |                         |                         |       |       |       |

## Palmarés

### Campeonatos nacionales
| Título            | Equipo       | Sede      | Año  |
| ----------------- | ------------ | --------- | ---- |
| Torneo de Reserva | Boca Juniors | Argentina | 2021 |
| Copa Argentina    | Boca Juniors | Argentina | 2021 |